# Pat Misch
Patrick Theodore Joseph Misch (né le 18 août 1981 à Northbrook, Illinois, États-Unis) est un lanceur gaucher de baseball. Il évolue dans la Ligue majeure de baseball de 2006 à 2011 pour les Giants de San Francisco et les Mets de New York.
En 2015, il joue pour les Lamigo Monkeys de la Ligue chinoise professionnelle de baseball et réalise un match sans point ni coup sûr lors du 7e match de finale de la saison.

## Carrière

### Débuts
Après des études secondaires à la Glenbrook North High School de Northbrook (Illinois), Pat Misch suit des études supérieures à la Western Michigan University où il porte les couleurs des WMU Broncos de 2000 à 2003. Il est drafté dès le 4 juin 2002 par les Astros de Houston au cinquième tour de sélection, mais repousse l'offre et poursuit ses études universitaires.

### Giants de San Francisco
Pat Misch rejoint les rangs professionnels à l'issue de la draft du 3 juin 2003 au cours de laquelle il est sélectionné par les Giants de San Francisco au septième tour de sélection. Il perçoit un bonus de 20 000 dollars à la signature de son premier contrat professionnel le 8 juin 2003.
Il passe trois saisons en Ligues mineures avant d'effectuer ses débuts en Ligue majeure avec les Giants le 21 septembre 2006 comme lanceur de relève. Il blanchit l'adversaire pendant une manche à sa seule sortie de l'année dans les grandes ligues.
Misch lance 18 parties en 2007, 15 en 2008 et 4 en 2009 pour les Giants, alternant entre la rotation de lanceurs partants et l'enclos de relève. Il ne remporte aucune victoire et encaisse 7 défaites au cours de son passage à San Francisco, affichant une moyenne de points mérités de 5,20 en 97 manches lancées.

### Mets de New York
Soumis au ballottage par les Giants en cours de saison 2009, il est réclamé par les Mets de New York le 5 juin. D'abord employé en relève, il est ajouté à la rotation de partants au mois de septembre. Il devient le deuxième lanceur dans l'histoire des majeures après John Cummings des Mariners de Seattle en 1993-1994 à commencer une carrière avec 12 départs dans lesquels son équipe perd à chaque fois. Le 3 septembre 2009, Misch remporte enfin sa première victoire dans les majeures, lançant 7 bonnes manches dans un gain de 8-3 des Mets sur les Rockies du Colorado. Le 27 septembre à Miami, il réussit face aux Marlins de la Floride son premier match complet et son premier jeu blanc. Misch termine la saison avec un dossier de 3-4 et une moyenne de points mérités de 4,48 en 62,1 manches lancées pour San Francisco et New York.
Il passe la majeure partie de la saison 2011 en ligues mineures comme lanceur partant et effectue six présences en relève pour les Mets : il remporte une victoire mais affiche une moyenne de points mérités de 10,29 en seulement sept manches lancées.
Le 30 novembre 2011, Misch signe un contrat des ligues mineures avec les Phillies de Philadelphie mais pas la saison 2012 avec leur club-école de Lehigh Valley. En 2013, il joue pour les Mud Hens de Toledo, un club-école des Tigers de Détroit. En 2014, il est à Porto Rico. Il se voit offrir une chance par les Marlins de Miami et maintient une moyenne de points mérités de 4,12 en 2015 pour leur club-école de La Nouvelle-Orléans, sans toutefois être rappelé par le club majeur. Libéré en juillet, il prend le chemin de Taïwan.

### Taïwan
En 2015, Misch évolue pour les Lamigo Monkeys de la Ligue chinoise professionnelle de baseball, à Taïwan. Il est le lanceur partant des Monkeys lors du 7e et ultime match des Taiwan Series, la série décidant du champion de la saison. Il réalise alors un match sans point ni coup sûr, le premier de l'histoire des Taiwan Series, dans une victoire de 11-0 des Monkeys sur les ChinaTrust Brothers. Il ne rate le match parfait que par un but-sur-balles en 5e manche.

## Statistiques
| Saison | Équipe        | G  | GS | CG | SHO | V | D  | SV | IP    | SO  | ERA   |
| ------ | ------------- | -- | -- | -- | --- | - | -- | -- | ----- | --- | ----- |
| 2006   | San Francisco | 1  | 0  | 0  | 0   | 0 | 0  | 0  | 1.0   | 1   | 0,00  |
| 2007   | San Francisco | 18 | 4  | 0  | 0   | 0 | 4  | 0  | 40.1  | 26  | 4,24  |
| 2008   | San Francisco | 15 | 7  | 0  | 0   | 0 | 3  | 0  | 52.1  | 38  | 5,68  |
| 2009   | San Francisco | 4  | 0  | 0  | 0   | 0 | 0  | 0  | 3.1   | 0   | 10,80 |
| 2009   | NY Mets       | 22 | 7  | 1  | 1   | 3 | 4  | 0  | 59.0  | 23  | 4,12  |
| 2010   | NY Mets       | 12 | 6  | 0  | 0   | 0 | 4  | 0  | 37.2  | 23  | 3,82  |
| Totaux | Totaux        | 72 | 24 | 1  | 1   | 3 | 15 | 0  | 193.2 | 111 | 4,60  |

Note : G = Matches joués ; GS = Matches comme lanceur partant ; CG = Matches complets ; SHO = Blanchissages ; 
V = Victoires ; D = Défaites ; SV = Sauvetages ; IP = Manches lancées ; SO = Retraits sur des prises ; ERA = Moyenne de points mérités.